# Абегг, Иоганн Фридрих
Иоганн Фридрих Абегг (нем. Johann Friedrich Abegg; 30 ноября 1765, Роксхайм, Священная Римская империя — 16 декабря 1840, Гейдельберг, Великое герцогство Баден) — немецкий священник и богослов, профессор богословия в Гейдельбергском университете.

## Биография
Родился в семье священника. В 1789—1794 годах работал в гимназии Гейдельберга, с 1791 года был внештатным преподавателем филологии в местном университете. В 1794 году оставил преподавание, получив место священника сначала в Боксберге, в 1799 году — в Лаймене, в 1808 году — в церкви Святого Петра в Гейдельберге и наконец в 1814 году — в церкви Святого Духа там же. В 1807 году вошёл в высший духовный совет Великого герцогства Баден. В 1819 году получил должность профессора практического богословия в Гейдельбергском университете. В 1835 году на 70-летнем юбилее Абегга учёное сословие и жители Гейдельберга собрали значительную сумму для основания Абеггского института. Скончался в 1840 году.